# Ханс Каспар фон дер Лайен
Ханс Каспар фон дер Лайен (на немски: Hans Kaspar von der Leyen zu Gondorf; * 1592; † 19 януари 1640) е благородник от род фон дер Лайен, господар на Гондорф на Мозел.
Той е син на Георг IV фон дер Лайен († ок. 1611), господар на Елтц и Лайнинген, и съпругата му Катарина фон Елтц († сл. 24 август 1598), дъщеря на Хайнрих фон Елтц († 1557), господар на Пирмонт и Рюбенах, и Йохана фон Елтер. Внук е на Георг II фон дер Лайен и Анна Валдбот фон Басенхайм († 1550). Баща му се жени втори път на 3 юни 1604 г. за Катарина Шилинг фон Ланщайн († ок. 1610/1618).
Ханс Каспар има две сестри Анна Катарина фон дер Лайен († юни 1653), омъжена на 11 януари 1611 г. за Ото фон дем Бонгарт цу Бергерхаузен († 22 април 1638), и Мария фон дер Лайен († 16 декември 1660), омъжена на 25 ноември 1614 г. за Йохан Герхард фон Метерних, господар на Буршайд († 1644) и е майка на Лотар Фридрих фон Метерних-Буршайд (1617 – 1675), архиепископ на Майнц (1673 – 1675).
Родът фон дер Лайен резидира в замък Бург Лайен в Гондорф на Мозел.
Ханс Каспар фон дер Лайен умира на 48 години на 19 януари 1640 г. Син му Лотар Фердинанд фон дер Лайен (1638 – 1669) е издигнат на фрайхер на 20 септември 1653 г.

## Фамилия
Ханс Каспар фон дер Лайен се жени за Катарина фон Метерних, дъщеря на Ханс Дитрих фон Метерних и Анна Фрай фон Дерн. Те имат две деца:
- Анна Катарина фон дер Лайен (* 1 юли 1618; † 12 март 1658), омъжена на 23 декември 1645 г. в 	Ланщайн за фрайхер Фридрих фон Фюрстенберг (* 31 октомври 1618, Кьонигщайн; † 7 юли 1662, Хердринген), син на Фридрих фон Фюрстенберг (ланддрост) (1576 – 1646) и Анна Мария фон Керпен (1588 – 1646)
- Лотар Дамиан фон дер Лайен (* 8 септември 1620; † млад)

Ханс Каспар фон дер Лайен се жени втори път на 14 април 1630 г. за Анна Маргарета фон дем Бонгарт († ок. 1646), дъщеря на Вилхелм фон дем Бонгарт и Агнес Байсел фон Гимних-Шмидтфелд. Те имат един син:
- Лотар Фердинанд фон дер Лайен (* 2 октомври 1638; † 1669), фрайхер на 20 септември 1653 г., женен на 19 ноември 1663 г. за Мария Катарина фон дем Бонгарт, дъщеря на Йохан Бернхард фон дем Бонгарт и Маргарета фон Ройшенберг; имат дъщеря